# Мaнуʻa острва
Мануʻа острва, или Мануʻа теле (самоански: Manuʻa tele), у саставу Самоанских острва, састоје се од три главна острва: Та'у, Офу и Олосега. Последња два су сада повезана мостом преко плитког пролаза Асага широког 137 метара. Острва се налазе око 110 километара источно од Тутуиле и део су Америчке Самое, некорпорисане територије Сједињених Држава; њихова површина је 56 km² са популацијом од 1 400. Таʻу је са својих 44 km² највеће острво, и има највишу тачку Мануʻа од 931 метара. Политички, острва чине Округ Мануʻа, један од три административна дела Америчке Самое.
Вековима је Ману'а био политички центар за регион пре успона поморског царства Ту'и Тонга и пребацивања власти са источних на западна острва Самое.

## Географија
Сва три острва су висока острва: вулкански остаци излазе из мора 14° јужно од екватора. Острва су узвишена и планинска. За разлику од већине места на свету, становништво ових острва се деценијама континуално смањује. У 1930-тим око 20% становништва Америчке Самое је живело на Мануʻа острвима. 1980-их, тамо се налазило само 6%. Исељавање је последица недостатка економских могућности и жеље младих да учествују у модернијем начину живота који се нуди на Тутуили (Канцеларија за туризам, 2005). Сва земља Мануʻа је у заједничком власништву самоанских породица Мануʻа. То укључује земљишта Националних паркова која су само изнајмљена Систему америчких националних паркова на 50 година.

## Историја
Самоанске усмене историјске традиције наводе да је Ману'а било главно седиште великог полинезијског царства које је обухватало читав самоански архипелаг и друга оближња острва попут Тонге и Фиџија. Традиционална престоница Мануʻа је село Таʻу на острву Та'у.

### Туи Ману'а
Суверен Мануʻа се звао Туи Мануʻа, праотац многих високих титула Самоа и једини део Самоа који није био подвргнут Тонган управи, захваљујући свом светом статусу у обе културе. Последњи Туи Мануʻа био је Туимануʻа Елисара (или Туи Ману'а Елисала) из раног 20. века. Туимануʻа Елисара умро је 2. јула 1909. године. Титула Туи Мануʻа технички још увек постоји иако нема власника титуле; Туимануʻа Елисара је желео пре своје смрти да та титула умре са њим. Став владе САД у то време био је да се његова титула промени у Окружни гувернер по истицању америчке заставе у Таʻу 5. јуна 1900. (Канцеларија гувернера. 2004). Међутим, титуле и имовина нису избрисани када су острва постала америчка територија, а наслов и имања Туимануʻа остају под старатељством Аноало клана (мушка страна Туимануʻа линије).
Ово су познати Туи Ману'а: 41 узастопна генерација носилаца титула у распону од преко 2000 година. Напомена: ово нису сви носиоци наслова.
01) Туи Ману'а Сатиаилемоа
02) Туи Ману'а Теле или Фитиаумуа
03) Туи Ману'а Маугаотеле
04) Туи Ману'а Тае О Тагалоа или Фоласа
05) Туи Ману'а Фа'аеану'у или Фа'атутупуну'у
06) Туи Ману'а Саоиоиоману
07) Туи Ману'а Саопу'у
08) Туи Ману'а Саолоа
09) Туи Ману'а Ту'уфесоа
10) Туи Ману'а Летупуа
11) Туи Ману'а Саофолау
12) Туи Ману'а Саолуага
13) Туи Ману'а Лелологателе
14) Туи Ману'а Алиа Матуа
15) Туи Ману'а Алиа Тама
16) Туи Ману'а Ти'алиго
17) Туи Ману'а Фа'аеану'у II
18) Туи Ману'а Пуипуипо
19) Туи Ману'а Силиаивао
20) Туи Ману'а Мануфили
21) Туи Ману'а Фа'атоалиа Ману-О-Ле-Фале-Толу
22) Туи Ману'а Сегисеги
23) Туи Ману'а Силиаве
24) Туи Ману'а Помелеа
25) Туи Ману'а Лите или Туи Аиту
26) Туи Ману'а Тоалепа'и
27) Туи Ману'а Сеуеа
28) Туи Ману'а Салофи
29) Туи Ману'а Леваомана или Лемамана
30) Туи Ману'а Талиутафа Пуле
31) Туи Ману'а Та'алоломану Моаатоа
32) Туи Ману'а Тупало
33) Туи Ману'а Сеиули
34) Туи Ману'а У'уолелаоа
35) Туга Ману'а Фагаесе
36) Туи Ману'а Таувеве
37) Туи Ману'а Тауилима
38) Туи Ману'а Алаламуа
39) Туи Ману'а Макерита
40) Туи Ману'а Елисала - Званично последњи Туи Ману'а који је умро 1909
41) Туи Ману'а Килиси Талиутафа - Оживео је титулу Туи Ману'а 1924. године, али никада није у потпуности ступио на дужност. 

### САД цесија
Ману'а група је сада део америчког протектората Америчка Самоа. Након потписивања Тутуила 1901. године, Ману'а је на крају приморана да прихвати америчку власт Актом о сукцесији, потписаним од стране Туи Ману'а (врховни шеф Мануʻа, 16. јула 1904. у резиденцији Туимануʻа под именом Фалеула у месту званом Лалопуа (из службених докумената владе Туимануʻа, 1893; Канцеларија гувернера, 2004). После цесије је уследила Тројна Конвенција 1899, која је одвојила источна острва Самоа (укључујући Тутуила и Мануʻа групу) од западних острва Самоа (укључујући ʻ Уполу и Саваиʻи).
1903. године, Ману'а је имала укупно око 2.000 становника. Ураган Ману'а из 1915. године посебно је значајан из два разлога. То је било први пут да је амерички Конгрес гласао за слање финансијске помоћи Америчкој Самои, и први пут је амерички Црвени крст дао донацију Америчкој Самои.

## Друштво и култура
За историју Ману'а говори се у самоанској говорној традицији да садржи порекло самоанске и полинезијске културе, а за генеалогију Полинезијаца источно од Самое каже се да води порекло из Ману'а. У традиционалном веровању сунце излази над Самоа у Сауа на острву Таʻу где се претпоставља да је увек жут од сунца корални гребен, а залази на Фалеалупоу, најзападнијем селу на острву Саваиʻи у Самоа. Ово путовање сунца снажно је повезано са традиционалним веровањима и дефинише једнообразност културног идентитета на обе Самое. Израз Фа'асамоа описује "Самоански пут", или традиционални самоански начин живота.

## Економија
Данас, многе породице Мануʻа се ослањају на приход од чланова породице који раде у Тутуили и у Сједињеним Америчким Државама. Локална исхрана је углавном здравија него у Тутуили, са мање ослањања на увозну конзервирану храну из Америке и Новог Зеланда, а веће ослањање на локални риболов и пољопривреду.

## Језик
Народ Мануʻа говоре самоански језик и користе "т".

## Образовање
Средња школа на Таʻу зове се Мануʻа средња школа, служи свима на Мануʻа. Већина студената који желе високо образовање иду на Амерички Самоа Колеџ у Тутуили или Национални универзитет Самоа на ʻУполу или даље на Универзитет Хаваја и другде.